# اشبرون
اشبرون (به آلمانی: Eschbronn) یک شهر در آلمان است که در روتوایل واقع شده‌است. اشبرون ۲٬۱۲۲ نفر جمعیت دارد.